# Irres Licht
Irres Licht ist das sechste Album der Hamburger Band Die Sterne. Es wurde am 22. April 2002 als erstes Album der Band nicht durch das Label L’age d’Or, sondern durch Virgin Records veröffentlicht. Richard von der Schulenburg spielte auf Irres Licht zum ersten Mal die Keyboards bei den Sternen.

## Titelliste
1. Nur Flug – 4:06
2. Hängen hart – 2:30
3. Wahr ist was wahr ist – 5:43
4. Wenn dir St. Pauli auf den Geist fällt – 4:39
5. Ich bringe euch beide um – 4:41
6. Schier Herzattacke – 4:58
7. Irrlicht – 2:41
8. Du hast die Welt in deiner Hand – 2:22
9. Ich will nichts mehr von dir hören – 3:01
10. Wir verstehen so manches nicht – 2:51
11. Alles vergeht – 4:55

### Titelinformationen
Sämtliche Texte für dieses Album sind von Frank Spilker. Die Musik wurde von der gesamten Band geschrieben. Die Streicher für die Lieder Wenn dir St. Pauli auf den Geist fällt und Alles vergeht hat Richard von der Schulenburg arrangiert. Micha Acher von The Notwist hat das Arrangement der Blasinstrumente für Wahr ist was wahr ist übernommen. Thomas Wenzel hat für den Titel Alles vergeht auch das Piano gespielt.

## Veröffentlichungen
Aus diesem Album wurde das Lied Wenn dir St. Pauli auf den Geist fällt als Single ausgekoppelt. Im selben Jahr wurde auch die EP Nur Flug veröffentlicht, die neben diesem Titel auch die drei bisher unveröffentlichten Lieder Selten ist fair, Mechaniktage und Any Major Dude Will Tell You enthält.

## Rezeption
Das Album wurde von der Kritik überwiegend gut aufgenommen. Die Zeitschrift kulturnews hob hervor, dass der Sound von Irres Licht wieder rockiger sei. Das Album „...setzt die größte Stärke der Sterne um: ihre Live-Qualitäten.“ Die Texte wurden als „...intelligent, niemals zu konkret, herrlich melancholisch und stets mit Zwinkerauge...“ beschrieben. Insgesamt wurde das Album mit 5 von 6 Sternen bewertet.
Auch Thorsten Thiel von Plattentests.de lobte den subtilen Humor von Frank Spilkers Texten. Zur Musik schrieb er, dass man zwar beim Hören der ersten beiden Titel den Eindruck gewinnen könne, es seien „...gute, aber keineswegs innovative Songs, [...] Sterne-Standard eben...“, jedoch mache das folgende Lied Wahr ist was wahr ist die neuen Klänge der Sterne deutlich. Bewertet wurde das Album von Plattentests.de mit 7 von 10 Punkten, die Leser vergaben sogar einen Punkt mehr.
Das Fehlen schnell zugänglicher Hits wurde in der Kritik von cdstarts.de erwähnt. „An ihre Stelle treten unbestreitbare Kleinode deutscher Popmusik [...], die erst nach mehrmaligem Hörgenuss ihre ganze Klasse und Schönheit preisgeben. Dazu gibt es eine gepflegte Priese geradliniger Rocksongs [...], atmosphärischen Radio-Pop [...] und ein paar düster zynische Balladen.“ Die Kompositionen seien „...nie austauschbar oder beliebig, was ein klarer Vorzug der CD ist, sie aber auch relativ sperrig und nicht gerade leicht zugänglich klingen lässt.“ Auch in dieser Kritik wurden die Texte hervorgehoben, die „...zum Zuhören einladen.“ Das Album bekam 7.0 von 10 Punkten.
Nach der Höchstwertung vom Online-Magazin laut.de für den Vorgänger Wo ist hier wurde Irres Licht mit 3 von 5 Sternen eher durchschnittlich bewertet. Rainer Henze schrieb, die Band bewege sich mit diesem Album „...nach den (gelungenen) elektronischen Versuchen des Vorgängers diesmal ganz im Kontext des 70er-Jahre (Glam-)Rock.“ Es sei insgesamt weniger zugänglich und habe weniger Groove. Vor allem das Lied Du hast die Welt in deiner Hand wurde kritisiert. Henze fasste seine Rezension mit folgenden Worten zusammen: „Doch eine Sterne-Platte mit Schwächen ist immer noch gern gehört. Auch wenn es diesmal mehrerer Durchläufe bedarf.“
Irres Licht ist nach Posen das zweite Album, mit dem die Sterne in der Liste der 25 besten deutschsprachigen Pop-Alben der Zeitschrift Musikexpress vom September 2003 vertreten sind. Es ist dort auf Platz 17 gelistet.

### Chartplatzierungen
Die Band erreichte mit diesem Album im Erscheinungsjahr für eine Woche Platz 36 der deutschen Albumcharts. Zum zweiten Mal war die Band auch in den österreichischen Charts vertreten. Das Album hielt sich dort für drei Wochen auf Platz 37.

## Gastmusiker
Die Band hat für dieses Album mit zahlreichen Musikern zusammengearbeitet. Die hier gelisteten Gastmusiker sind den Credits der CD entnommen.
- Baul Muluy Pipeband: Dudelsack
- Gerhard Gschlößl: Sousaphon
- Micha Acher: Trompete
- Ulrich Wangenheim: Holzblasinstrumente
- Cordula Rhode: Cello
- Julia Mensching: Bratsche
- Peter Imig: Geige
- Maceo Doctor: Perkussion